# Брындза-Нацкий, Людвиг Людвигович
Людвиг Людвигович Брындза-Нацкий (7 января 1873 — после 1945) — помещик, польский политический деятель, депутат Государственной думы II созыва от Седлецкой губернии.

## Биография
Польский дворянин. Выпускник Седлецкой гимназии и юридического факультета Варшавского университета, который окончил со званием кандидат прав. Позднее получил сельскохозяйственное образование в городе Табор в Австро-Венгрии. Вернулся в родовое имение Вороблин. Брындзу-Нацкого три раза избирали гминным судьёй, но ни разу его в этой должности не утвердила российская администрация. Вошёл в состав совета Седлецкого отдела Земельного кредитного общества Царства Польского. Также входил в Седлецкое Сельскохозяйственное общество. Владел землёй площадью 360 десятин в Константиновском уезде Седлецкой губернии.
6 февраля 1907 избран во Государственную думу II созыва от общего состава выборщиков Седлецкого губернского избирательного собрания. Вошёл в состав Польского коло. Руководитель хозяйственной части клуба Польского коло. Секретарь Пятого отдела Думы. Состоял в думской комиссии о нормальном отдыхе служащих в торговых и ремесленных заведениях. В мае 1907 был представителем Польского коло на открытии Финляндского сейма.
После роспуска Думы продолжал заниматься общественной деятельностью. С 1908-1912 годах был членом правления Общества отставных частных работников в Царстве Польском.
В независимой Польше некоторое время был связан с монархическими организациями. В 1920-х годах член правления Земледельческого банка.

## Семья
Не следует путать с Людвиком Зигмунтом Брындзой-Нацким (Ludwik Zygmunt Bryndza-Nacki,
1877—1962), медиком, руководителем клиники доктора Брындзы-Нацкого в Варшаве.

## Научные труды
- Экономическое положение служащих в фольварках в Царстве Польском[2].